# Ciclo do azoto nos aquários
O ciclo do nitrogênio(pt-BR) ou ciclo do azoto(pt-PT?) acontecerá em um aquário a partir do momento em que nele houver peixe (ou outros animais aquáticos) e alimento.
O alimento consumido pelos animais, quando excretado e após algumas reações se transforma em amônia. Para que o ambiente do aquário seja saudável para seus habitantes, estes detritos devem ser parcialmente removidos, seja através de trocas regulares de parte da água ou da filtração mecânica.
Todo o processo se inicia com a conversão dos detritos e excrementos dos peixes em amônia. As bactérias nitrificantes transformam compostos tóxicos potenciais do nitrogênio (amônia) em nitrito e, logo após, em nitrato, através da oxidação bioquímica. Estas bactérias têm seu pH ótimo entre 6.0 e 8.7. Elas necessitam de oxigênio para sobreviver, por isso são chamadas aeróbias.
O nitrato é o produto final da oxidação bioquímica. As plantas o utilizam como fertilizante que removem da água. Porém, nem sempre são capazes de consumir todo o nitrato produzido que, com o tempo, se acumula, tendo por resultado a necessidade de trocas parciais da água para o reduzir a níveis aceitáveis (< 8ppm), evitando, assim, o crescimento de algas.
Caso não existam bactérias nitrificantes no interior do aquário o ciclo não será completado e os nitritos não serão transformados, sendo estes, por sua vez, bem mais tóxicos que os nitratos. São capazes de bloquear a distribuição de oxigênio e matar os peixes por asfixia. Caso os níveis de nitrito estejam elevados, pode haver algum problema com o funcionamento do filtro biológico, local com as condições ideais para a instalação de colônias de bactérias nitrificantes, ou algum problema com a qualidade da água que afectou a viabilidade destas bactérias. Uma troca parcial da água ajuda a eliminar parte do excesso de nitrito e pode ajudar a controlar problemas com a qualidade da água do aquário.